# 甲賀忍蛙
甲賀忍蛙（日語：ゲッコウガ），是精靈寶可夢系列登場的1025種虛構角色（怪獸）中的一種。

## 外貌
甲賀忍蛙是形態為雙足大蛙的寶可夢；身體及雙腿為深藍色，胸部為黃色；四肢各有大白泡，腿上各有一個四角星型標記，看起來像手裏劍；前肢有三指，後肢有兩指，腳上有蹼；面孔下部和尖尖耳朵為淺黃色；眼睛上方有白斑，眼睛裡有白鞏膜、紅虹膜和白瞳孔；圍著頸子的粉紅「圍巾」是牠的舌頭。
小智版甲賀忍蛙跟普通甲賀忍蛙外形大致一樣，不一樣的是頭部出現了紅色花紋，頭部兩側的髮型很像小智，背後有個巨大的水手裡劍，再結合本來深藍色的身軀，整體形象變得跟小智在寶可夢XY動畫中的形象更為相像。

## 動畫中的甲賀忍蛙
在《神奇寶貝XY》初期，小智的甲賀忍蛙還是呱呱泡蛙的時侯，是在布拉塔諾博士研究所的寶可夢，作為供新人寶可夢訓練家選擇的最初的夥伴之一。後來和小智收服並一起旅行，然後進化成呱頭蛙，再進化成甲賀忍蛙。最終經小智同意後，牠暫時託付給基格爾德。

## 活動
- 2020年2月，寶可夢公司與Google搜尋合作舉辦「年度寶可夢」（Pokemon Of The Year）人氣投票，冠軍由甲賀忍蛙奪得。[1]